# Daniela Forever
Daniela Forever es una película hispano-belga de habla inglesa de ciencia ficción y drama romántico de 2024, escrita y dirigida por Nacho Vigalondo. Está protagonizada por Henry Golding y Beatrice Grannò. Se estrenó en el Festival Internacional de Cine de Toronto de 2024 el 5 de septiembre de 2024, y luego se estrenó en cines españoles el 21 de febrero de 2025, con distribución de Filmax.

## Reparto
- Henry Golding como Nicolás
- Beatrice Grannò como Daniela
- Aura Garrido como Teresa
- Rubén Ochandiano como Garrido
- Nathalie Poza como Victoria

## Producción
En febrero de 2023, se anunció que el rodaje de la quinta película de Nacho Vigalondo, Daniela Forever, comenzaría su rodaje en verano de ese año. Ese mismo mes, el actor británico Henry Golding fue anunciado como el actor protagonista de la película. En algún punto de la preproducción, se programó el inicio del rodaje de la película para mayo de 2023. El rodaje de la película concluyó en abril de 2024 y tuvo lugar en Madrid.

## Lanzamiento y marketing
El 24 de julio de 2024, se anunció que Daniela Forever tendría su estreno mundial en el Festival Internacional de Cine de Toronto de 2024 el 5 de septiembre de 2024. En septiembre de 2024, se anunció que la película tendría su estreno en España en el Festival de Cine de Sitges el 8 de octubre de 2024. En un inicio, Filmax programó su estreno en cines españoles para el 28 de febrero de 2025; sin embargo, en enero de 2025 adelantó el estreno de la película al 21 de febrero de 2025.